# Der Tiger von Eschnapur
Der Tiger von Eschnapur is een West-Duitse avonturenfilm uit 1959 onder regie van Fritz Lang. Deze film  en zijn opvolger Das Indische Grabmal waren een herneming van de stomme film Das Indische Grabmal.

## Verhaal
De Europese architect Harald Berger reist naar India op uitnodiging van de maharadja van Eschnapur. Hij redt er het leven van een mooie tempeldanseres, op wie hij daarna verliefd wordt. Zij is echter uitgehuwelijkt aan de maharadja.

## Rolverdeling
| Acteur            | Personage               |
| ----------------- | ----------------------- |
| Debra Paget       | Tempeldanseres Seetha   |
| Paul Hubschmid    | Ingenieur Harald Berger |
| Claus Holm        | Dr. Walter Rhode        |
| Sabine Bethmann   | Irene                   |
| Walther Reyer     | Maharadja Chandra       |
| Luciana Paluzzi   | Bharani                 |
| René Deltgen      | Maharadja Ramigani      |
| Jochen Brockmann  | Maharadja Padhu         |
| Valéry Inkijinoff | Opperpriester Yama      |
| Richard Lauffen   | Bhowana                 |
| Jochen Blume      | Asagara                 |

## Productie
Deze film was een van de spectaculairste gedraaid in Europa tijdens de jaren 1950. Er werden duizenden, rijk getooide figuranten, olifanten en tijgers en stijlvolle decors gebruikt.